# Перелом головчастої кістки зап'ястка
Перелом головчастої кістки зап’ястка — це пошкодження головчастої кістки в ділянці зап'ястка. Симптоми зазвичай включають біль і набряк зап’ястка. Часто також спостерігаються інші переломи кісток зап'ястка або вивихи суглобів. Ускладнення можуть включати артрит та аваскулярний некроз.
Як правило, такі переломи виникають унаслідок падіння на витягнуту руку або прямого удару по тильній поверхні зап'ястка. Виділяють такі типи переломів: поперечний перелом тіла (найпоширеніший), поперечний перелом полюса, вертикофронтальний та парасагітальний переломи. Діагностика зазвичай здійснюється за допомогою рентгенографії.
При добре співставлених переломах лікування може полягати в накладанні ортопедичної гіпсової пов’язки, зокрема типу «спіка» для великого пальця. В інших випадках зазвичай необхідне хірургічне втручання. Порушення зрощення кісток є досить поширеним ускладненням. Переломи головчастої кістки зап’ястка становлять приблизно 1–2% усіх переломів кісток зап'ястка.